# 阿瑟·约翰·克朗奎斯特
阿瑟·约翰·克朗奎斯特（Arthur John Cronquist，1919年3月19日—1992年3月22日）是一位美国植物学家，菊科专家。他被认为是20世纪最有影响力的植物学家之一，这主要归因他提出了克朗奎斯特系统。菊科中有两个属是为了纪念他而命名的，一个是Cronquistia，命名人是R.M. King，它可能是Carphochaete属的异名；另一个是Cronquistianthus，由克朗奎斯特本人和哈罗德·E·罗宾逊共同命名，它有时被处理为泽兰属 (Eupatorium)的一个组。

## 生平
1919年3月19日，阿瑟·克朗奎斯特出生于美国加利福尼亚州聖荷西。小的时候，他的父母即离婚，他和他的姐姐由在波卡特罗合众国太平洋铁路公司（Union Pacific Railroad）工作的母亲抚养。阿瑟·克朗奎斯特在俄勒冈州的波特兰市市郊和爱达荷州的波卡特罗长大。少年時期，克朗奎斯特热情的參加美国男童子军，通过参加童子军的活动对大自然有了认知。
克朗奎斯特大学就讀爱达荷大学南方分校（今爱达荷州立大学），大学期间，他师从雷·J·戴维斯进行野外植物学研究，当时，戴维斯正在编写《爱达荷植物志》（Flora of Idaho），1938年，克朗奎斯特获得学士学。畢業後，他继续在犹他州立大学读研究生，师从于巴塞特·马圭尔，并于1940年获得硕士学位。同年，他与玛伯尔·阿尔雷德 (Mabel Allred)结婚，两人的婚姻关系一直维持到他去世。他们育有两个孩子，并且喜爱养猫。
由于童年时的一次意外，克朗奎斯特的右臂部分残废，这使他在第二次世界大战期间不适于服兵役。利用这段时间，他在明尼苏达大学师从C.O. 罗森达尔攻读博士，并在1944获得博士学位。他的博士论文是对飞蓬属（Erigeron）的修订。1943年，还在攻读博士期间，他便获得了纽约植物园的一个职位，从事由亨利·A·格利逊主编的《新编布立吞和布朗插图植物志》(The New Britton & Brown Illustrated Flora)一书中菊科的编写工作。
1946年至1948年，克朗奎斯特任教于佐治亚大学，之后又在华盛顿州立大学执教三年。1951年至1952年，他受美国外国援助项目委派，到布鲁塞尔从事植物学研究。之后他重返纽约植物园，并在那里度过了他剩余的职业生涯。1992年3月22日，克朗奎斯特因心脏病突发逝世，当时他正在杨百翰大学的标本馆研究Mentzelia属标本。

### 克朗奎斯特系统的提出
克朗奎斯特在三十多岁的时候开始质疑阿道夫·恩格勒(Adolf Engler, 1844年3月25日－1930年10月10日)和卡尔·普朗特在其著作《世界植物科志》（Die Natürlichen Pflanzenfamilien）一书中提出的分类系统的有效性。这一系统通称恩格勒系统，自19世纪后期以来就一直是最主流的植物分类系统。
尽管克朗奎斯特最初主要是研究菊科，而不是一般性地研究整个分类系统，他仍然在和同事进行了大量了如何建立一个新分类系统的讨论之后，于1957年出版了第一部相关的著作。在他开始准备给出一个一般性的分类系统大纲的时候，另有几位学者也在为了相同的目标的而工作，这些学者包括美国的罗伯特·F·索恩，丹麦的罗尔夫·达尔格伦，以及前苏联的亚美因·塔赫塔江。尽管克朗奎斯特的系统后来成为全世界应用最广泛的系统，但这几位学者后来也都提出了自己的分类系统大纲。1960年代，在其研究过程中，克朗奎斯特和亚美因·塔赫塔江成了挚友，二人都慷慨地把自己手头的资料分享给对方使用，因此在60年代末的时候，克朗奎斯特决定学习俄语，以便能直接阅读前苏联积累的大量很少为世界其他地方所知的科学文献。他曾几次访问前苏联以与塔赫塔江和其他苏联植物学家会面，一生中还翻译了苏俄的许多植物学著作。
1968年，他出版了他的第一部大尺度的分类学综述，即《有花植物的进化和分类》（The Evolution and Classification of Flowering Plants），该书在1988年又出版了修订和扩充的第二版。这部著作同时也是对系统植物学实践的详论。1981年，他的里程碑式的著作《有花植物的综合分类系统》(An Integrated System of Classification of Flowering Plants)面世。书中把被子植物（有花植物）划分为2纲，11亚纲，向下论述到科级水平，每个类群都做了描述和界定。后来有好几部主要的植物志都采用了克朗奎斯特的这个系统，如《杰普逊手册》《北美洲植物志》《澳大利亚植物志》，此外自然还有1991年出版的格利逊与克朗奎斯特合编的《维管植物手册》。

## 著作
阿瑟·克朗奎斯特最负盛名的工作就是他的克朗奎斯特系统，与之相关的著作有：
- 《有花植物的综合分类系统》（An Integrated System of Classification of Flowering Plants)（1981年）
- 《有花植物的进化和分类》（The Evolution and Classification of Flowering Plants）（1968年第一版；1988年第二版） ISBN 0-89327-332-5